# 三船浩
三船 浩（みふね ひろし、本名：森田肖三、1929年9月28日 - 2005年7月8日）は、日本の歌手。

## 経歴
新潟県新井市（現・妙高市）出身。1951年、NHKのど自慢で新潟県代表となり関東・甲信越大会で優勝、全国大会で第3位に入賞。新潟放送でのラジオ制作・DJを経験し上京。
1956年（昭和31年）12月、「男のブルース」（作詞：藤間哲郎、作曲：山口俊郎）で豊かな低音の魅力を生かし、キングレコードより歌手デビュー。芸名の三船浩とは、柔道四段の腕前で講道館の三船久蔵十段から命名。当時、フランク永井・神戸一郎・石原裕次郎と共に低音ブームを巻き起こし一世を風靡した。
その後も、「さようなら故郷さん」「東京だより」「夜霧の滑走路」「黒帯の男」「サワーグラスの哀愁」「小樽の赤い灯が見える」「男の酒場」などのヒット曲を放った。また、国産初の連続テレビ映画「月光仮面」の挿入主題歌（曲名：月光仮面の歌）および「豹の眼」の主題歌も歌い、子供達からも支持を得た。
NHK紅白歌合戦にも3回出場している（詳細は下記参照）。
1995年（平成7年）に最後の作品「大地よ」を発売するまで、526曲のレコーディングを行った。
スポーツ万能、ゴルフもシングル・ハンディ。艶のある高音も特徴の一つで音域が非常に広い。軍歌もレパートリーに多数ある。
1991年から1995年まで、日本歌手協会の理事長職を務めた。2005年7月8日、心筋梗塞のため東京都府中市の病院で死去。75歳没。

## NHK紅白歌合戦出場歴
| 1957年（昭和32年）/第8回                                                                                 | 男のブルース       | 松山恵子 |
| 1958年（昭和33年）/第9回                                                                                 | 夜霧の滑走路       | 築地容子 |
| 1960年（昭和35年）/第11回                                                                                | サワーグラスの哀愁 | 織井茂子 |
| - このうち、第8回・第9回は、ラジオ中継の音声が現存する。 - 第8回は三船が歌う姿を撮影した写真も現存する。 |                    |          |

## 主な出演

### 映画
- 『男のブルース』（1958年、日活）
- 『赤いランプの終列車』（1958年、日活）
- 『海賊船 海の虎』（1964年、日活）

### テレビドラマ
- 『特別機動捜査隊』第404話「待っていた人」（1969年、NET）